# 낵 앤 하우 투 겟 잇
낵 앤 하우 투 겟 잇(The Knack ...and How To Get It)은 영국에서 제작된 리처드 레스터 감독의 1965년 코미디 영화이다. 리타 터싱햄 등이 주연으로 출연하였고 오스카 르웬스타인 등이 제작에 참여하였다.

## 내용
시골 처녀(투싱함)가 런던에 상경하여 젊은 초등학교의 교사(클로포드)와 알게 된다. 교사는 눈치가 없는 내성적이고 멍청한 사나이인데, 여자들한테 전혀 인기가 없는 것을 항상 고민하고 있었으므로 그녀와 알게 되어 크게 기뻐한다. 그런데 인기가 있는 미남이 그녀를 가로채려고 한다. 그러나 그렇게는 못하리라고 교사는 발분하여 드디어 그녀의 마음을 사로잡는다.

## 감상
스토리는 매우 단순하나 표현이 지극히 꼼꼼한 슬랩스틱 코미디(난장판 희극)의 걸작이다. 그렇다고는 하지만 너무나 표현이 지나치게 비약하여, 웃음보다는 오히려 어처구니가 없어져버릴 정도이다. 텔레비전의 코머셜 필름 작가 출신인 리차드 레스터 감독은 CM 필름류(流)의 엉뚱하게 비약하는 영상(映像)의 어리석음 가운데 현대적인 시정(詩情)을 엮어 보였다. 인기 있는 남자는 여자를 몇 백명이라도 세워 놓고 한쪽서부터 모조리 키스를 한다. 노이로제의 세계이며 만화의 세계이다. 그리고 최후에 일말(一抹)의 비애(悲哀)가 남는다.

## 출연

### 주연
- 리타 터싱햄
- 레이 브룩스

### 조연
- 마이클 크로포드
- 도널 도넬리
- 윌리엄 덱스터
- 마곳 토머스
- 존 블러덜
- 웬즐리 피디
- 에드가 르포드
- 조지 치숌
- 피터 코플리
- 티모시 베이트슨
- 댄디 니콜스
- 제인 버킨
- 재클린 비셋
- 케네스 패링턴
- 줄리안 홀로웨이
- 월터 호스브러그
- 리처드 레스터
- 샬롯 램플링
- 루실 숭
- 완다 벤담
- 찰스 우드

## 제작진
- 의상: 조셀린 릭카즈